# Ермаковка (Костанайская область)
Ермаковка (каз. Ермаков) — село в Сарыкольском районе Костанайской области Казахстана. Входит в состав Тагильского сельского округа. Код КАТО — 396257300.

## Население
В 1999 году население села составляло 253 человека (131 мужчина и 122 женщины). По данным переписи 2009 года, в селе проживали 163 человека (87 мужчин и 76 женщин).

## География
В 9 км к северо-востоку от села расположено озеро Багай.